# Ezequiel Busquets
Ezequiel Busquets (Chuy, 24 de octubre de 2000) es un futbolista uruguayo que juega como lateral derecho. Actualmente en Montevideo City Torque

## Trayectoria

### Inicios
Comenzó su carrera a los doce años de edad, en San Vicente de Chuy. En aquellos tiempos quien dirigía al club era Pablo Vázquez, quien tenía contactos en Montevideo, logrando acceder a un amistoso frente al Club Atlético Peñarol, en el 2014. Luego de ese partido Juan Ahuntchain pidió que él, Ezequiel, junto a Kevin Lewis fueran a probarse en las juveniles del club Mirasol.
Logró superar la prueba en los comienzos del 2015, debiendo viajar medio año hacia Solymar para entrenar en la Sexta carbonera, cada lunes, miércoles, y viernes. Durante sus 3 años en las inferiores de Peñarol, logró desarrollar una polifuncionalidad, controlando posiciones como, interior izquierdo, medio centro defensivo, extremo derecho, y la que le es natural, lateral derecho.

### Debut
Su debut en el fútbol profesional se llevó a cabo en 2018, el 6 de junio, frente al Defensor Sporting Club, en el Estadio Luis Franzini, ingresando a los 77 minutos de juego por Gabriel Fernández.

### Marbella FC
En agosto de 2020, el jugador es cedido al Marbella Fútbol Club de la Segunda División B de España por una temporada.

### Selección nacional
El 30 de septiembre de 2018 es convocado, por Fabián Coito, a la Selección uruguaya sub-20, de cara a dos amistosos frente a Perú.
Debutó el 9 de octubre ingresando al minuto 60' por Emiliano Ancheta. Dicho partido finalizó 2-2, y tuvo lugar en el Estadio Centenario.
Dos días después se jugó el segundo partido, en el cual no estuvo citado, éste resultó en victoria uruguaya por 3-1.

#### Participaciones en juveniles
| Competición                         | Sede    | Resultado        | Partidos | Goles | Asistencias |
| ----------------------------------- | ------- | ---------------- | -------- | ----- | ----------- |
| Campeonato Sudamericano Sub-20 2019 | Chile   | Tercer puesto    | 7        | 0     | 0           |
| Campeonato Mundial Sub-20 de 2019   | Polonia | Octavos de final | 2        | 0     | 0           |

## Estadísticas

### Clubes
Actualizado al 4 de junio de 2022.
Último partido citado: Peñarol 0-1 Cerro Largo
| Club                    | Div.          | Temporada     | Liga  | Liga  | Liga   | Copas nacionales | Copas nacionales | Copas nacionales | Copas internacionales | Copas internacionales | Copas internacionales | Total | Total | Total  | Media goleadora |
| Club                    | Div.          | Temporada     | Part. | Goles | Asist. | Part.            | Goles            | Asist.           | Part.                 | Goles                 | Asist.                | Part. | Goles | Asist. | Media goleadora |
| ----------------------- | ------------- | ------------- | ----- | ----- | ------ | ---------------- | ---------------- | ---------------- | --------------------- | --------------------- | --------------------- | ----- | ----- | ------ | --------------- |
| C. A. Peñarol · Uruguay | 1.ª           | 2018          | 12    | 0     | 0      | 0                | 0                | 0                | 0                     | 0                     | 0                     | 12    | 0     | 0      | 0,00            |
| C. A. Peñarol · Uruguay | 1.ª           | 2019          | 12    | 0     | 0      | 0                | 0                | 0                | 1                     | 0                     | 0                     | 13    | 0     | 0      | 0,00            |
| C. A. Peñarol · Uruguay | Total club    | Total club    | 24    | 0     | 0      | 0                | 0                | 0                | 1                     | 0                     | 0                     | 25    | 0     | 0      | 0,00            |
| Marbella F. C. · España | 2.ª B         | 2020-21       | 17    | 0     | 0      | 1                | 0                | 0                | 0                     | 0                     | 0                     | 18    | 0     | 0      | 0,00            |
| Marbella F. C. · España | Total club    | Total club    | 17    | 0     | 0      | 1                | 0                | 0                | 0                     | 0                     | 0                     | 18    | 0     | 0      | 0,00            |
| C. A. Peñarol · Uruguay | 1.ª           | 2021          | 3     | 0     | 0      | 0                | 0                | 0                | 0                     | 0                     | 0                     | 3     | 0     | 0      | 0,00            |
| C. A. Peñarol · Uruguay | 1.ª           | 2022          | 5     | 0     | 0      | 0                | 0                | 0                | 2                     | 0                     | 0                     | 7     | 0     | 0      | 0,00            |
| C. A. Peñarol · Uruguay | Total club    | Total club    | 8     | 0     | 0      | 0                | 0                | 0                | 2                     | 0                     | 0                     | 10    | 0     | 0      | 0,00            |
| Total carrera           | Total carrera | Total carrera | 49    | 0     | 0      | 1                | 0                | 0                | 3                     | 0                     | 0                     | 53    | 0     | 0      | 0,00            |

## Palmarés

### Títulos nacionales
| Título              | Club          | País    | Año  |
| ------------------- | ------------- | ------- | ---- |
| Torneo Clausura     | C. A. Peñarol | Uruguay | 2018 |
| Campeonato Uruguayo | C. A. Peñarol | Uruguay | 2018 |
| Torneo Apertura     | C. A. Peñarol | Uruguay | 2019 |
| Torneo Clausura     | C. A. Peñarol | Uruguay | 2021 |
| Campeonato Uruguayo | C. A. Peñarol | Uruguay | 2021 |

### Distinciones individuales
| Distinción                                    | Año  |
| --------------------------------------------- | ---- |
| Joven talento del mes de octubre (Premio AUF) | 2018 |